# Speleomantes imperialis
Speleomantes imperialis é uma espécie de salamandra da família Plethodontidae.
É endémica de Itália.
Os seus habitats naturais são: florestas temperadas, áreas rochosas, cavernas e habitats subterrâneos.
Está ameaçada por perda de habitat.